# Tornei di tennis maschili indipendenti nel 1983
Nel 1983 i tornei di tennis maschili facevano parte del World Championship Tennis 1983 e del rivale Volvo Grand Prix 1983, ma molti non erano inseriti in nessun particolare circuito.

## Calendario

### Gennaio
| Settimana | Torneo                                                 | Vincitore    | Finalista        | Semifinalisti | Eliminati ai quarti |
| --------- | ------------------------------------------------------ | ------------ | ---------------- | ------------- | ------------------- |
| ? gennaio | Torneo di Lagos 1983 Lagos, Nigeria Singolare - Doppio | Craig Wittus | Michiel Schapers |               |                     |
| ? gennaio | Torneo di Lagos 1983 Lagos, Nigeria Singolare - Doppio |              |                  |               |                     |

### Febbraio
| Settimana   | Torneo                                                                                 | Vincitore                     | Finalista                 | Semifinalisti | Eliminati ai quarti |
| ----------- | -------------------------------------------------------------------------------------- | ----------------------------- | ------------------------- | ------------- | ------------------- |
| ? febbraio  | New South Wales Hard Court Championships 1983 Wollongong, Australia Singolare - Doppio | John Frawley                  | non conosciuta (bandiera) |               |                     |
| ? febbraio  | New South Wales Hard Court Championships 1983 Wollongong, Australia Singolare - Doppio |                               |                           |               |                     |
| 13 febbraio | Molson Challenge 1983 Toronto, Canada Sintetico indoor Singolare - Doppio              | Jimmy Connors 6-2 6-0 5-7 6-0 | José Higueras             |               |                     |
| 13 febbraio | Molson Challenge 1983 Toronto, Canada Sintetico indoor Singolare - Doppio              |                               |                           |               |                     |
| 13 febbraio | ATP Kuwait 1983 Madinat al-Kuwait, Kuwait Singolare - Doppio                           | Vitas Gerulaitis 7-6 4-6 6-3  | Heinz Günthardt           |               |                     |
| 13 febbraio | ATP Kuwait 1983 Madinat al-Kuwait, Kuwait Singolare - Doppio                           |                               |                           |               |                     |

### Marzo
| Settimana | Torneo                                                               | Vincitore                     | Finalista    | Semifinalisti | Eliminati ai quarti |
| --------- | -------------------------------------------------------------------- | ----------------------------- | ------------ | ------------- | ------------------- |
| 20 marzo  | Torneo di Monaco 1983 Monaco di Baviera, Germania Singolare - Doppio | Brian Teacher 1-6 6-4 6-2 6-3 | Mark Dickson |               |                     |
| 20 marzo  | Torneo di Monaco 1983 Monaco di Baviera, Germania Singolare - Doppio |                               |              |               |                     |

### Aprile
| Settimana | Torneo                                                      | Vincitore             | Finalista  | Semifinalisti            | Eliminati ai quarti |
| --------- | ----------------------------------------------------------- | --------------------- | ---------- | ------------------------ | ------------------- |
| 11 aprile | Suntory Cup 1983 Tokyo, Giappone Sintetico indoor Singolare | Jimmy Connors 6-3 6-4 | Björn Borg | John McEnroe Johan Kriek |                     |

### Maggio
| Settimana | Torneo                                                                           | Vincitore              | Finalista     | Semifinalisti | Eliminati ai quarti |
| --------- | -------------------------------------------------------------------------------- | ---------------------- | ------------- | ------------- | ------------------- |
| 15 maggio | Tulsa Bank of Oklahoma Tennis Classic 1983 Tulsa, USA Cemento Singolare - Doppio | Jimmy Connors 6–4, 6–3 | Roscoe Tanner |               |                     |
| 15 maggio | Tulsa Bank of Oklahoma Tennis Classic 1983 Tulsa, USA Cemento Singolare - Doppio |                        |               |               |                     |

### Giugno
| Settimana | Torneo                                                                   | Vincitore               | Finalista  | Semifinalisti | Eliminati ai quarti |
| --------- | ------------------------------------------------------------------------ | ----------------------- | ---------- | ------------- | ------------------- |
| 5 giugno  | Kent Championships 1983 Beckenham, Gran Bretagna Singolare - Doppio      | Steve Denton 7-6 7-6    | Pat Cash   |               |                     |
| 5 giugno  | Kent Championships 1983 Beckenham, Gran Bretagna Singolare - Doppio      |                         |            |               |                     |
| 5 giugno  | Northern Championships 1983 Manchester, Gran Bretagna Singolare - Doppio | Tim Mayotte 3-6 6-4 6-4 | Pat Du Pré |               |                     |
| 5 giugno  | Northern Championships 1983 Manchester, Gran Bretagna Singolare - Doppio |                         |            |               |                     |

### Luglio
| Settimana | Torneo                                                                                               | Vincitore             | Finalista     | Semifinalisti | Eliminati ai quarti                  |
| --------- | --- | --------------------- | ------------- | ------------- | ------------------------------------ |
| 10 luglio | Sun City Round Robin Championships 1983 Sun City, Sudafrica Cemento - 1 000 000 $ Singolare - Doppio | Jimmy Connors 7-5 7-6 | Ivan Lendl    |               | Round Robin Kevin Curren Johan Kriek |
| 10 luglio | Sun City Round Robin Championships 1983 Sun City, Sudafrica Cemento - 1 000 000 $ Singolare - Doppio |                       |               |               |                                      |
| 31 luglio | Beaver Creek Tennis Classic 1983 Beaver Creek, USA Cemento Singolare - Doppio                        | Jimmy Connors 7-6 6-2 | Mats Wilander |               |                                      |
| 31 luglio | Beaver Creek Tennis Classic 1983 Beaver Creek, USA Cemento Singolare - Doppio                        |                       |               |               |                                      |

### Agosto
| Settimana | Torneo                                                                      | Vincitore                 | Finalista       | Semifinalisti | Eliminati ai quarti |
| --------- | --------------------------------------------------------------------------- | ------------------------- | --------------- | ------------- | ------------------- |
| 7 agosto  | Balboa Bay Championships 1983 Newport Beach, USA Cemento Singolare - Doppio | Jimmy Connors 6-3 6-4 6-2 | Tim Mayotte     |               |                     |
| 7 agosto  | Balboa Bay Championships 1983 Newport Beach, USA Cemento Singolare - Doppio |                           |                 |               |                     |
| 21 agosto | Tennis ai IX Giochi panamericani Caracas, Venezuela Singolare - Doppio      |                           |                 |               |                     |
| 21 agosto | Tennis ai IX Giochi panamericani Caracas, Venezuela Singolare - Doppio      |                           |                 |               |                     |
| 28 agosto | Hamlet Challenge Cup 1983 Jericho, USA Singolare - Doppio                   | Gene Mayer 6-7 6-4 6-0    | Heinz Günthardt |               |                     |
| 28 agosto | Hamlet Challenge Cup 1983 Jericho, USA Singolare - Doppio                   |                           |                 |               |                     |

### Ottobre
| Settimana  | Torneo                                                                                     | Vincitore                 | Finalista    | Semifinalisti | Eliminati ai quarti |
| ---------- | ------------------------------------------------------------------------------------------ | ------------------------- | ------------ | ------------- | ------------------- |
| 9 ottobre  | Vancouver Labbat's Invitational 1983 Vancouver, Canada Sintetico indoor Singolare - Doppio | Jimmy Connors 6–1 6–2 6–2 | Bill Scanlon |               |                     |
| 9 ottobre  | Vancouver Labbat's Invitational 1983 Vancouver, Canada Sintetico indoor Singolare - Doppio |                           |              |               |                     |
| 16 ottobre | Jimmy Connors Invitational 1983 Atlantic City, USA Singolare - Doppio                      | Jimmy Connors 7–6 6–4     | Gene Mayer   | Ilie Năstase  |                     |
| 23 ottobre | Australian Hard Court Championships 1983 Sydney, Australia Singolare - Doppio              | Simon Youl 3-6 7-5 6-2    | John Frawley |               |                     |
| 23 ottobre | Australian Hard Court Championships 1983 Sydney, Australia Singolare - Doppio              |                           |              |               |                     |

### Novembre
| Settimana   | Torneo                                                                                                   | Vincitore                | Finalista    | Semifinalisti                  | Eliminati ai quarti |
| ----------- | --- | ------------------------ | ------------ | ------------------------------ | ------------------- |
| 17 novembre | Luxembourg Special Exhibition Tennis Tournament 1981 Lussemburgo, Lussemburgo Sintetico indoor Singolare | Ivan Lendl 6–4, 6–2      | John McEnroe | Guillermo Vilas Wojciech Fibak |                     |
| 20 novembre | European Community Championships 1983 Anversa, Belgio Sintetico indoor Singolare - Doppio                | John McEnroe 6-4 6-3 6-4 | Gene Mayer   | José Higueras Ivan Lendl       | Jimmy Connors       |
| 20 novembre | European Community Championships 1983 Anversa, Belgio Sintetico indoor Singolare - Doppio                |                          |              | José Higueras Ivan Lendl       | Jimmy Connors       |
| 27 novembre | Rio Tennis Challenge 1981 Canberra, Australia Sintetico indoor Singolare                                 | John McEnroe 6-3 6-1     | Ivan Lendl   |                                |                     |

### Dicembre
| Settimana   | Torneo                                                                              | Vincitore                 | Finalista  | Semifinalisti | Eliminati ai quarti |
| ----------- | ----------------------------------------------------------------------------------- | ------------------------- | ---------- | ------------- | ------------------- |
| 20 dicembre | Nastase Hampton Invitational 1983 North Miami Beach, USA Cemento Singolare - Doppio | Jimmy Connors 6-3 7-6 6-1 | Ivan Lendl |               |                     |
| 20 dicembre | Nastase Hampton Invitational 1983 North Miami Beach, USA Cemento Singolare - Doppio |                           |            |               |                     |